# Peter Stokes
Peter Stokes ist ein ehemaliger walisischer Squashspieler.

## Karriere
Peter Stokes war in den 1960er- und 1970er-Jahren als Squashspieler aktiv. Mit der britischen Nationalmannschaft nahm er 1967 an der Weltmeisterschaft teil und belegte mit dieser den zweiten Platz hinter Australien, womit er gemeinsam mit Jonah Barrington, Mike Corby und David Brazier Vizeweltmeister wurde. Er bestritt alle fünf Begegnungen und gewann zwei Partien. Ein Jahr zuvor hatte Stokes bei den British Open das Viertelfinale erreichte. Bei den erstmals stattfindenden Europameisterschaften im Jahr 1973 wurde er mit der walisischen Nationalmannschaft Vierter. Zudem gehörte er auch weitere Male zum walisischen EM-Kader.

## Erfolge
- Vizeweltmeister mit der Mannschaft: 1967